# Zeche Selle & Knäpper
Die Zeche Selle & Knäpper war ein Steinkohlenbergwerk in Hattingen-Bredenscheid-Stüter. Das Bergwerk war eine Kleinzeche, Besitzer des Stollens war die Firma Selle & Knäpper. Die Firma baute in einem kleinen Reststück im Flöz Dreckbank.

## Bergwerksgeschichte
Am 1. August des Jahres 1947 wurde das Bergwerk an der Hackstückstraße in Betrieb genommen. Das Bergwerk hatte einen Stollen und einen tonnlägigen Schacht. Die im Flöz Dreckbank abgebaute Steinkohle hatte einen hohen Bergeanteil, dennoch konnte diese unreine Kohle in der Nachkriegszeit verkauft werden. Das kleine Grubenfeld, in dem die Firma Selle & Knäpper im Auftrag des Landkreises Lüdinghausen abbaute, war von der Zeche Alte Haase angepachtet worden. Da von dem Flöz nur noch kleine Reststücke vorhanden waren, war die Zeche Selle & Knäpper nur eine kurze Zeit in Betrieb. Am 26. Juni des Jahres 1948 wurde die Kleinzeche außer Betrieb genommen.

## Heutiger Zustand
Heute ist die ehemalige Kleinzeche Selle & Knäpper eine Station des Bergbauwanderweg Alte Haase Route Nord.